# Luigi Barbaro
Luigi Barbaro (* 26. August 1957 in Pozzuoli, Italien) ist ein österreichischer Gastronom.

## Leben

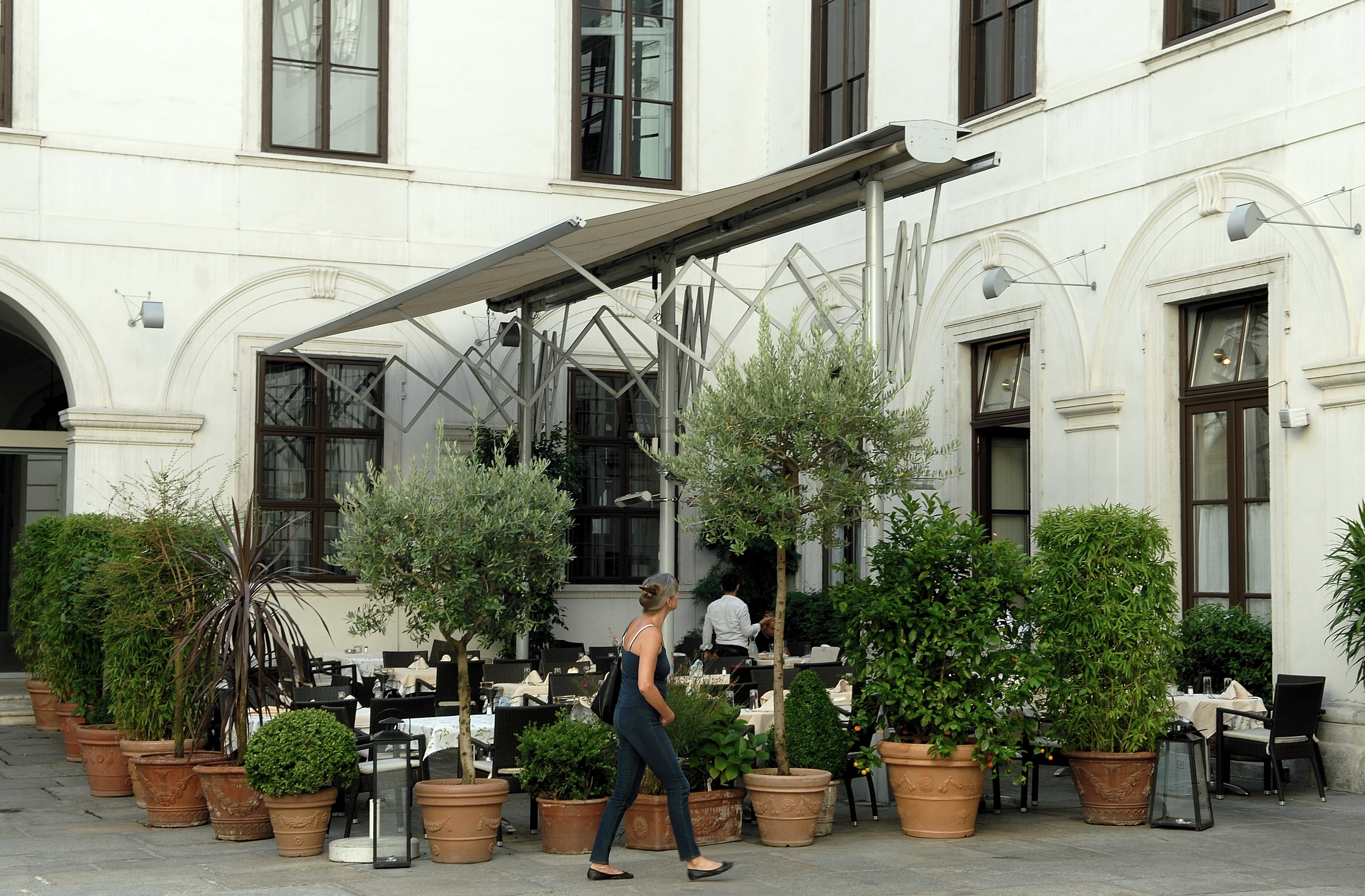
Trattoria Martinelli, Wien

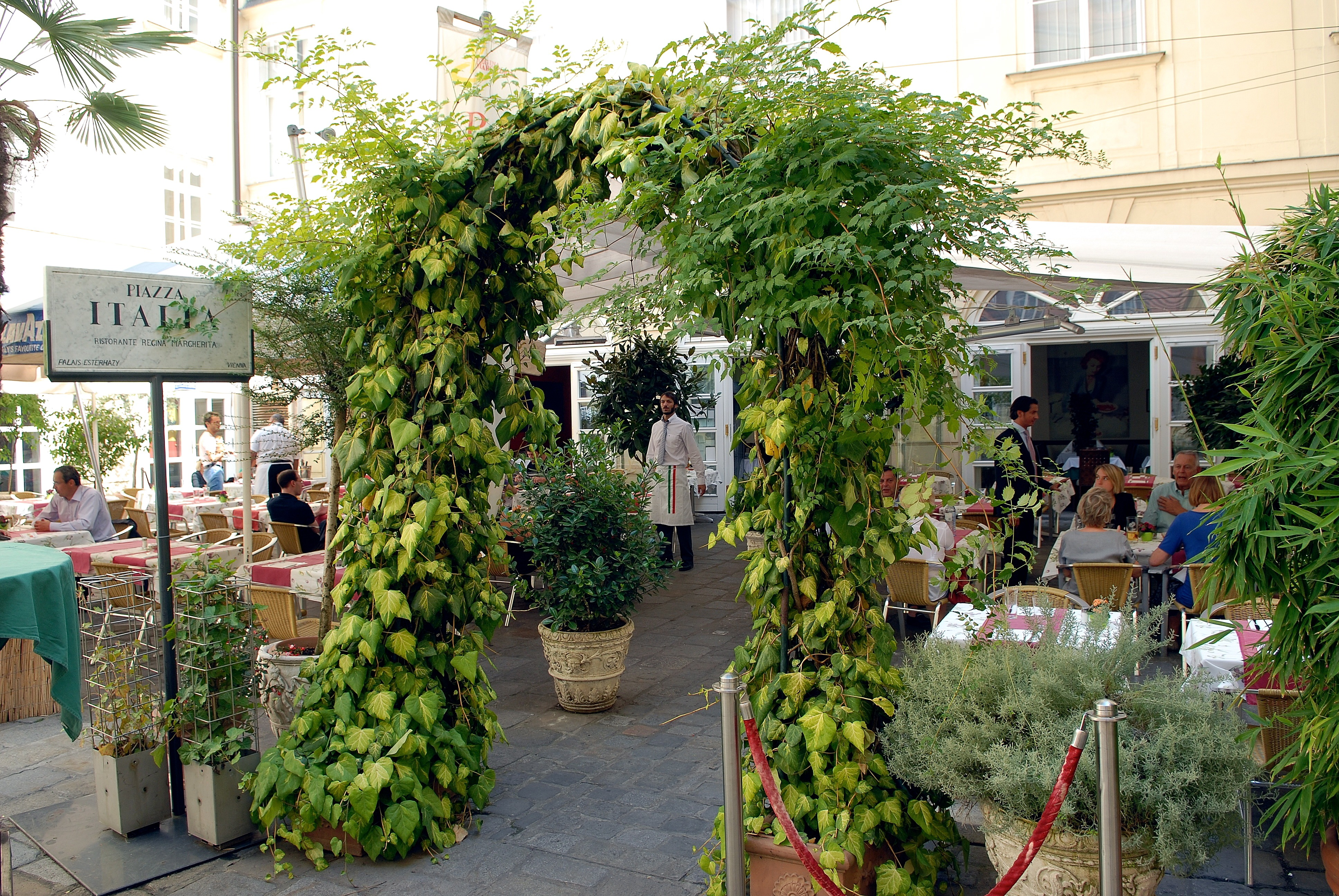
Regina Margherita, Wien

Barbaro wurde als eines von fünf Kindern in eine neapolitanische Arbeiterfamilie geboren. Nach fünfjähriger Gastronomiefachschule mit Maturaabschluss begann er in der gehobenen Gastronomie zu arbeiten.
Im Jahr 1981 kam er nach Wien. Er arbeitete im La Cavalline in der Inneren Stadt. Nach zweieinhalb Jahren machte er sich mit einem Freund selbstständig. Sie betrieben in der Josefstadt einen Gastronomiebetrieb, der kalte italienische Speisen anbot. Ein Jahr später eröffnete Barbaro das Lokal La Ninfea, kurz darauf das Lokal La Ninfea 2, an dem er zu 50 % beteiligt war. Kurz danach bekam er das Angebot einer Lokalität in der Inneren Stadt. Deshalb wurden beide Lokale verkauft, und das La Ninfea mit Schwerpunkt auf italienischen Fischspezialitäten in der Schauflergasse im Oktober 1991 eröffnet. Dieser Gastronomiebetrieb bekam zwei Hauben.
Im September 1994 eröffnete er das Restaurant Martinelli am Palais Harrach, in dem er sich auf italienische Fleischspeisen spezialisierte. Im Jahr 1997 richtete er im Palais Esterházy die Pizzeria Regina Margarita ein, die er am 15. Januar 1998 eröffnete.
Er übernahm im Rahmen des Projektes Steffl einige Betriebe in einem Kaufhaus in der Innenstadt von Wien. Darauf folgten über die Jahre weitere Projekte, wie das dreigeschoßige Barbaro am Neuen Markt. Im dort befindlichen Bistro wurde Harald Riedl mit zwei Hauben des Gault Millau ausgezeichnet. Im ersten Stock gibt es eine italienische Bar, im Weinkeller eine Weinbar. Mit seinem Sohn führte Barbaro das Restaurant Regina Margherita in Graz.
Seit 2016 betreibt Barbaro die Stammlokale der Barbaro Group, das Martinelli im Palais Harrach und die Edelpizzeria Regina Margherita im Palais Esterházy, sowie das Barbaro Catering Unternehmen und die Barbaro Import/Export Firma für Italienische Lebensmittel und Weine.

## Privatleben
Barbaro ist verheiratet und hat drei Kinder.

## Auszeichnungen
- 2006: Ambasciatore Averna für italienische Top-Gastronomen im Ausland
- 2007: Michelin-Stern für das Restaurant RieGi
- 2007: Consigliere seitens der Italienischen Handelskammer in Österreich
- 2009: Goldenes Verdienstzeichen des Landes Wien
- 2011: Marchio Ospitalità nel Mondo seitens des Istituto Nazionale Ricerche Turistiche & Camera di Commercio
- 2015: Ehrung der WKÖ – Wirtschaftskammer Österreich zum 30-jährigen Jubiläum
- 2016: Kommerzialrat seitens Bundeskanzler Werner Faymann

## Veröffentlichungen
- Elisabetta De Luca: Mediterraneo. Eine kulinarische Reise durch Süditalien mit Rezepten von Luigi Barbaro. Pichler, Wien 2015, ISBN 978-3-85431-716-6.